# Sepang
Koordinaten: 2° 41′ N, 101° 45′ O
Sepang ist ein urbaner Distrikt im Süden des Bundesstaates Selangor in Malaysia auf der Malaiischen Halbinsel. Die Distrikthauptstadt ist Salak Tinggi. Das Bundesterritorium Putrajaya wird vollständig von Sepang umschlossen.

## Daten und Fakten
Die Einwohnerzahl beträgt 324.935 (Stand: 2020).
Auf 59.966 ha lebten etwa 75.000 Menschen (Zählung von 1991). Prognosen, im Zusammenhang mit dem Multimedia Super Corridor, sagten für das Jahr 2020 eine Bevölkerungsgröße von zwei Mio. Menschen voraus.
Der Distrikt Sepang ist ein Teil (das südliche Ende) des Multimedia Super Corridors, einer Sonderwirtschaftszone. Deshalb befinden sich dort die High-Tech-Stadt Cyberjaya, die Motorsport-Rennstrecke Sepang International Circuit und der 10 km² große, internationale Flughafen der Hauptstadt Kuala Lumpur.